# Edward Gibson (remero)
Edward Gibson (conocido como Ted Gibson; Toronto, 7 de junio de 1962) es un deportista canadiense que compitió en remo. Ganó una medalla de bronce en el Campeonato Mundial de Remo de 1981, en la prueba de cuatro sin timonel ligero.

## Palmarés internacional
| Campeonato Mundial | Campeonato Mundial | Campeonato Mundial | Campeonato Mundial        |
| Año                | Lugar              | Medalla            | Prueba                    |
| ------------------ | ------------------ | ------------------ | ------------------------- |
| 1981               | Múnich (RFA)       | Medalla de bronce  | Cuatro sin timonel ligero |